# Sovětská liga ledního hokeje 1982/1983
Sezóna 1982/1983 byla 37. sezonou Sovětské ligy ledního hokeje. Mistrem se stal tým CSKA Moskva.
Tým Salavat Julajev Ufa sestoupil. Ze 2. ligy postoupil celek Sibir Novosibirsk.

## První fáze
| #  | Tým                  | Z  | V  | R  | P  | Sk.     | B  |
| -- | -------------------- | -- | -- | -- | -- | ------- | -- |
| 1  | CSKA Moskva          | 44 | 40 | 1  | 3  | 261-73  | 81 |
| 2  | Spartak Moskva       | 44 | 33 | 3  | 8  | 208-122 | 69 |
| 3  | Dynamo Moskva        | 44 | 30 | 6  | 8  | 159-93  | 66 |
| 4  | Sokol Kyjev          | 44 | 22 | 5  | 17 | 163-138 | 49 |
| 5  | Dynamo Riga          | 44 | 21 | 3  | 20 | 191-177 | 45 |
| 6  | Torpedo Gorkij       | 44 | 16 | 11 | 17 | 137-154 | 43 |
| 7  | Křídla Sovětů Moskva | 44 | 15 | 6  | 23 | 113-145 | 36 |
| 8  | Chimik Voskresensk   | 44 | 15 | 6  | 23 | 121-165 | 36 |
| 9  | SKA Leningrad        | 44 | 12 | 6  | 26 | 140-164 | 30 |
| 10 | Traktor Čeljabinsk   | 44 | 11 | 7  | 26 | 100-168 | 29 |
| 11 | Ižstav Iževsk        | 44 | 10 | 6  | 28 | 118-199 | 26 |
| 12 | Salavat Julajev Ufa  | 44 | 7  | 4  | 33 | 111-221 | 18 |

## Finálová fáze

### Finálová skupina
Finálová skupina se nehrála, o titulu CSKA Moskva již bylo rozhodnuto.

### Skupina o 5. - 8. místo
| # | Tým                  | Z  | V  | R  | P  | Sk.     | B  |
| - | -------------------- | -- | -- | -- | -- | ------- | -- |
| 5 | Dynamo Riga          | 56 | 27 | 5  | 24 | 240-212 | 59 |
| 6 | Torpedo Gorkij       | 56 | 21 | 14 | 21 | 184-193 | 56 |
| 7 | Křídla Sovětů Moskva | 56 | 23 | 7  | 26 | 167-184 | 53 |
| 8 | Chimik Voskresensk   | 56 | 17 | 6  | 33 | 151-232 | 40 |

### Skupina o udržení
Celky na 9. - 12. místě hrály prolínací soutěž spolu se čtyřmi nejlepšími týmy 2. ligy. Prolínací soutěž byla rozdělena na dvě skupiny - první skupinu utvořily týmy z první ligy a druhou skupinu týmy ze druhé ligy. Celky se utkaly jak v rámci svých skupin, tak i s týmy protější skupiny. Nejhorší z "prvoligové skupiny" sestoupil, nejlepší z "druholigové skupiny" postoupil.